# Ram (cómic)
Ram, alias Takeo Yakata, es un superhéroe ficticio japonés del Universo DC que apareció por primera vez en Millennium N.º 2 (enero de 1988) creado por Steve Engelhart y Joe Staton.

## Historia del personaje
Ram fue elegido por los Guardianes del Universo para avanzar evolutivamente. Se lo creía muerto en combate en el casino de Roulette.

## Poderes
Al igual que el resto de los Nuevos Guardianes (New Guardians), Ram había evolucionado gracias a los Guardianes del Universo. Su evolución consiste en que ahora todo su cuerpo está hecho de cristales electrónicos que lo vuelven invulnerable a la mayoría de los ataques. También puede acceder a satélites y enviar información por medio de estos.
- Datos: Q7288427